# Copec
Copec S.A (inicialmente, un acrónimo de Compañía de Petróleos de Chile) es una empresa distribuidora de combustibles chilena, fundada el 31 de octubre de 1934. La marca Copec es parte del holding Empresas Copec.

## Historia

### Inicios
La Gran Depresión de 1929 tuvo como consecuencia una crisis económica mundial sin precedentes que también golpeó a Chile. El país se vio enfrentado a problemas sociales y de suministro, como la falta de combustibles. Conscientes de esta situación, un grupo de empresarios fundó Compañía de Petróleos de Chile, S. A. (Copec), el 31 de octubre de 1934. La empresa tenía por objetivo importar y distribuir combustibles para proveer al país el abastecimiento necesario para continuar con su desarrollo. El presidente del directorio de la nueva sociedad, conformada por 86 accionistas, fue Pedro Aguirre Cerda, quien años después se transformaría en presidente de Chile.
Lo primero que buscó la nueva compañía fue conformar una amplia red de estaciones de servicio y plantas de almacenamiento. La empresa inició sus actividades instalándose en Santiago, Valparaíso y Viña del Mar. Dos años más tarde, en 1936, la empresa ya tenía la infraestructura necesaria para abastecer a gran parte del país, desde Coquimbo a Magallanes.
A pesar de los avatares que sufría el país y el mundo, como el terremoto de Chillán de 1939 y la Segunda Guerra Mundial, lo que finalmente derivó en racionamientos en la importación y distribución de combustible, la empresa logró salir adelante y explorar alternativas para ampliar su rubro, plantéandose un nuevo problema de dotación. Fue así como en 1941, comenzó a distribuir neumáticos y algunos accesorios para vehículos, e incluso se señala que habría vendido algunas maquinarias y vehículos.
Ante la dificultad para importar combustibles, en 1943 crea la Sociedad de Navegación Petrolera, Sonap, y adquire para su operación el buque estanque Don Pancho, el primer barco tanque petrolero del país. Estaría dedicado en los años siguientes a transportar combustibles desde Talara (Perú), hasta Valparaíso para abastecer el mercado nacional directamente desde el Golfo de México.
En 1956, a raíz de la construcción de la Refinería Estatal de Petróleos de Concón, formó junto a Enap y Shell la empresa de oleoductos Sonacol, y en 1957, asume la representación y distribución de los productos de la marca Mobil. En 1959 se asocia con Mobil Oil Corporation para construir una moderna planta elaboradora de lubricantes en Chile. Esta planta se ubicó en el sector de «Las Salinas», en Viña del Mar. 
Hacia comienzos de los años 1960, la compañía estaba dedicada, además de la distribución de combustible, a la distribución de derivados como: lubricantes para motores, limpiavidrios, cera para pisos e incluso velas. También se amplió la venta de maquinaria industrial y agrícola; los vehículos Chrysler: Dodge y Fargo; e incluso participó de la venta y distribución de fierro proporcionado por CAP (Compañía de Aceros del Pacífico).
En 1960 instaló en Los Vilos, Rancagua, Llaillay y Curicó los primeros restaurantes instalados en las estaciones de servicio.

### Crecimiento

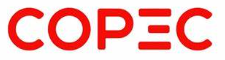
Logo desde 2023.

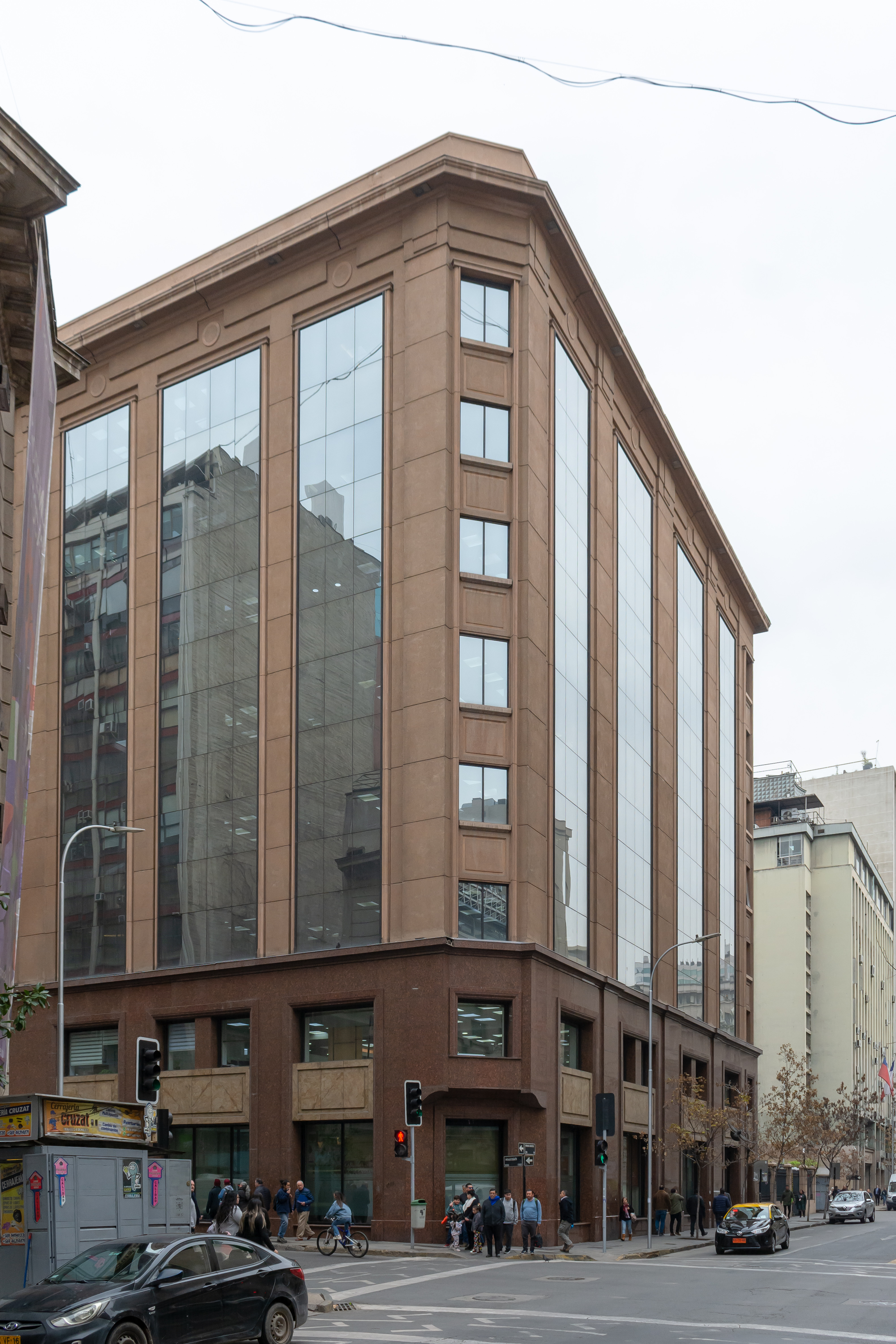
Antigua sede corporativa de Copec en Santiago.

Hacia 1961, la empresa decidió participar del negocio de la distribución de gas licuado, participando y posteriormente adquiriendo a la empresa Abastible, creada en 1956 para la comercialización de gas licuado comercial y residencial. En conjunto con sus tareas de distribución de gas, Abastible se dedicó también a la promoción y venta de artículos de uso doméstico como cocinas, calefones, termos, hornos y estufas a gas, un área que con el tiempo se transformó en otra compañía, ABC Comercial, la que alcanzó a tener 68 locales en todo el país antes de ser vendida en 2005.
En los años siguientes, su expansión continuó a paso firme. En 1964, decidió ingresar al mercado de suministro de combustibles, lubricantes y otros productos para la aviación y fundó la Sociedad de Inversiones de Aviación Ltda. (SIAV) —en conjunto con Shell— para abastecer de combustible a los aviones que arribaban al aeropuerto de Santiago.
En las décadas de 1970 y de 1980, inició operaciones en los rubros de recursos naturales, particularmente el forestal y pesquero. En 1976, decidió participar adquiriendo las empresas Celulosa Arauco y Forestal Arauco, y en 1979 adquirió la empresa Celulosa Constitución, fusionándolas en una sola firma denominada Celulosa Arauco y Constitución.
En 1980, compró la Pesquera Guanaye Ltda., que sentaría las bases para formar las sociedades Corpesca y SPK; incursionó, además, en los sectores de energía y minería.
En 1980, decidió participar del sector computación, siendo uno de los fundadores de Sonda, empresa de informática que por esos años se haría cargo de la implementación de los primeros sistemas computacionales para las recién creadas AFP, transformándose más adelante en una de las empresas más influyentes e importantes de América Latina.
Uno de los hitos que marcarían los primeros años de la década, fue el desarrollo de los puntos de venta en las carreteras del país y la instalación de los primeros rutacentros. A principios de los años 1980, participaba en los sectores de la energía, mediante la distribución de combustibles líquidos, gas licuado y lubricantes; el área forestal; el área de los servicios de computación; turismo y distribución de bienes durables. Estudiaba ampliarse a nuevos mercados como la pesca, la electricidad y la minería. Fue así como en 1980 realizó inversiones en Pesquera Guanaye y las empresas eléctricas Saesa y Frontel, las que desarrollaban sus actividades desde la VIII hasta la X Región. Al año siguiente, ingresó al área minera con la adquisición, junto a otras empresas, de los derechos de explotación del yacimiento de carbón de Pecket, en Magallanes, lo que posteriormente dio origen a la Compañía de Carbones de Chile (Cocar).
Sin embargo, la crisis económica de 1982 impuso un freno a la expansión. La crisis afectó las inversiones de Copec, sufriendo en sus empresas graves problemas financieros y debiendo recurrir a acreedores nacionales y extranjeros, lo que terminaron con la adquisición cuatro años más tarde, de la empresa por parte del Grupo Angelini. Anacleto Angelini tomó el control de la empresa luego de adquirir el 41 % del capital accionario.
En 1986, el nuevo directorio de la compañía se dedicó a reestructurar y sanear financieramente a la compañía; para ello realizó un aumento de capital mediante la emisión de 600 millones de acciones con los que logró enfrentar los pagos de su alto endeudamiento y resolver las limitaciones administrativas impuestas por la banca. Asimismo, reestructuró la compañía y reforzó la fuerza de ventas con el objeto de revertir las pérdidas, proceso que se consiguió un año más tarde. El grupo Angelini invirtió más de mil millones de dólares y la compañía enfocó sus esfuerzos y su ámbito de operaciones en dos áreas de negocios donde poseían ventaja competitiva. Por una parte, los mercados de exportación, a través del sector forestal y el pesquero; y por otra, en las actividades orientadas al mercado interno, concentró su acción en el sector energético, distribuyendo productos de primera necesidad.
En 1987, la compañía decidió perfeccionar y ampliar sus operaciones, realizando inversiones por mil millones de dólares para el período 1988-1992. Cuatro años después, la firma inauguró la compañía forestal Arauco II y aumentó su participación en la minera Can-Can.
En 1992, decidió fusionar las pesqueras en una sola empresa llamada Igemar, la más grande del sector a nivel nacional. La iniciativa permitió aprovechar economías de escala, aumentar la cobertura geográfica de pesca y alcanzar una mayor diversificación de productos para enfrentar las dificultades por las que pasaba el sector, situación que se mantuvo hasta comienzos de 2000. Ese mismo año, inició sus actividades de exploración de hidrocarburos y sus derivados en países de la región a través de Clapsa, una empresa de la que participan consorcios internacionales dedicados a la explotación petrolera en Ecuador y Colombia.
En 1993, se fundó Aserraderos Arauco y Paneles Arauco. En 1996 adquirió, a través de su filial Celulosa Arauco y Constitución, la celulosa argentina Alto Paraná; e ingresó al negocio de la distribución de gas natural con Metrogas. Por otra parte, ese mismo año firmó un convenio con Mobil Oil en el cual Copec asumió el manejo completo de la elaboración, distribución y venta de los lubricantes, una labor que hasta ese momento desempeñaba Copec Mobil Ltda., cuya administración estaba en manos de la matriz Mobil en Estados Unidos.
Tres años después, Mobil Oil se fusionó con Exxon, formando ExxonMobil, propietaria de las marcas Mobil. A raíz de ello, en 2003 Copec firmó un acuerdo con la nueva compañía para producir y comercializar en forma exclusiva los lubricantes de ambas empresas. Un año más tarde comenzó la construcción de una planta de lubricantes y el Terminal de Productos Importados (TPI) en Quintero, inaugurado en 2006.
A comienzos de 2000, fusionó sus empresas pesqueras en Corpesca en el norte y South Pacific Korp en el sur. Al año siguiente, vendió su participación en la Compañía General de Electricidad (CGE) y Gener, y las distribuidoras Saesa y Frontel. Estos recursos fueron utilizados por Angelini para adquirir a International Paper su participación en Copec.
En 2002, se construyó la planta de celulosa ubicada en Valdivia, transformando a Celulosa Arauco en una de las mayores empresas del rubro a nivel mundial, y decidió potenciar el mercado de paneles, construyendo dos nuevas plantas de MDF en Chile y en Argentina, situando a la empresa entre de los principales productores de Latinoamérica. Al año siguiente, decidió invertir en el ámbito forestal en el Proyecto Itata, y a comienzos de 2004 entró en operaciones una fábrica de terciados, un aserradero y una planta térmica.
En la misma década, decidió reenfocar sus actividades; el Grupo Angelini adquirió un 30,05 % adicional de las acciones por medio de Antarchile y en 2003 el directorio reordenó la empresa. El crecimiento de las inversiones en sectores como el forestal, gas licuado, gas natural y pesquero, hizo necesario separar el negocio de los combustibles líquidos de las otras actividades. De esta forma, se creó y definió el 1 de abril de ese año, a Empresas Copec S.A. como matriz para todos sus negocios y dejó a la Compañía de Petróleos de Chile Copec S.A. (Copec S.A.) como continuadora del rubro fundacional de comercialización de combustibles y sus áreas relacionadas. De esta forma los activos de combustibles líquidos y lubricantes quedaron agrupados en una esta nueva filial., otorgando una mayor autonomía al área de combustibles. El resto de las empresas quedaron bajo el alero del holding, con sus respectivos nombres.

### Filial de Empresas Copec

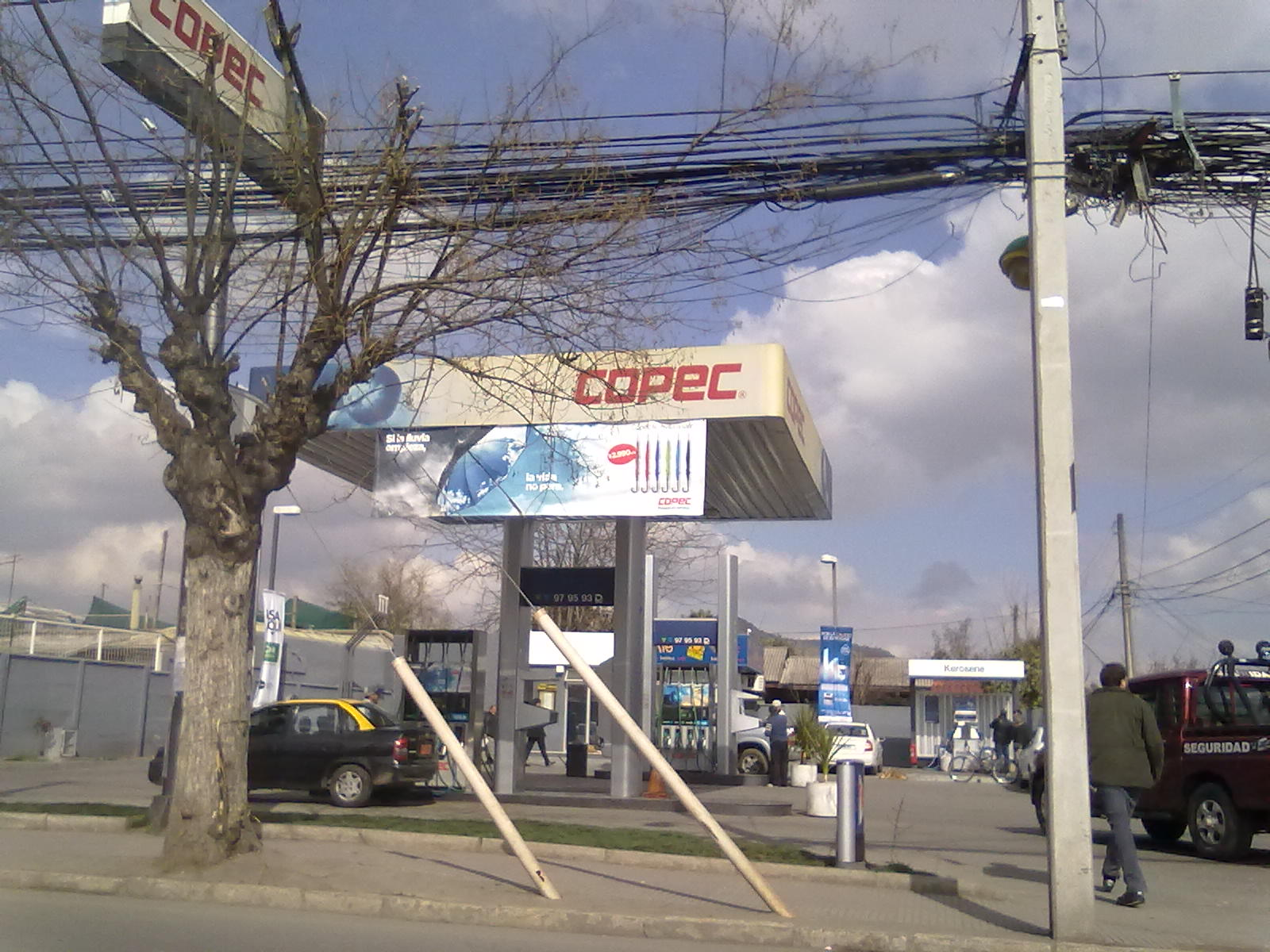
Estación de servicio Copec en Quilicura.

La estructura definida fue la base operativa para el exitoso desempeño de Copec en la última década. En 2005, se fundó Sonamar, una nueva filial surgida a raíz de la división marítima de Sonacol. Además, se construyó el Terminal de Productos Importados (TPI) de Quintero; éste ayudó a enfrentar la sobredemanda de diesel de las empresas generadoras de energía, producida por las bajas precipitaciones y los problemas de abastecimiento de gas que hubo desde Argentina en aquellos años.
También se comenzó a levantar la Planta Mejillones, que a partir de 2011 reemplazó a la de Antofagasta, y que ya se ha constituido como un gran aporte para las empresas mineras y de generación eléctrica en el norte. En 2010 se concluyó la construcción de la Planta Pureo, en la comuna de Calbuco, que con 67.000 m³ de capacidad, comenzando a operar al año siguiente, beneficiando a los clientes ubicados entre Toltén y Quellón.
En los últimos años ingresaron nuevos agentes a la competencia en el suministro de combustible, como Petrobras y Terpel. Al mismo tiempo, la crisis económica de 2009 y el ingreso del GNL produjeron algunas caídas en el abastecimiento y los requerimientos de diesel, especialmente en los rubros industriales.
Pero la reactivación que se vio en 2010 ha renovado los desafíos. Empresas como Sonacol alcanzaron rentabilidades históricas y otras como Marine Fuels invirtieron para retomar sus tradicionales participaciones de mercado.
Durante 2010, Copec S.A. continuó con su camino para diversificar las fuentes de combustibles, que alcanzó el 60 % de productos importados. Esta opción por profundizar relaciones con proveedores de todo el mundo mostró sus beneficios durante el terremoto del 27 de febrero. Fiel a su compromiso con el desarrollo del país, la empresa pudo abastecer a sus clientes, a Enap y a aquellas empresas e instituciones que debieron enfrentar la emergencia.

### Más allá de las fronteras
Sin embargo, el hito que quedará marcado como uno de los más importantes en su historia, es el de haber traspasado las fronteras al adquirir la participación mayoritaria de la sociedad que maneja Terpel, la compañía líder en la distribución de combustibles en Colombia. El 14 de mayo de 2010 Copec concretó su ingreso a la sociedad que controla esta empresa colombiana, la que está presente también en Panamá, Ecuador, Perú, Chile y México. La inversión inicial fue de US$ 239 millones, con lo cual adquirió el 47,2 % de Proenergía Internacional S.A., accionista mayoritario de Terpel. Posteriormente, a través de una OPA realizada en diciembre, obtuvo el control con el 56,15 % de las acciones de esta sociedad.
Dados los grandes avances de Colombia en materias políticas y económicas, las sinergias que se desprenden del know how de ambas empresas, la similitud de sus valores y motivaciones, y un mercado de abastecimiento de combustible de grandes proporciones, la adquisición presenta alentadoras perspectivas.
Terpel posee 1270 estaciones de servicio y una participación de mercado del 37 % en su país. En 2010 tuvo una facturación total de US$ 5.600 millones. Por su parte, Copec se desvinculará de los activos de Terpel Chile, como una demostración y compromiso por la libre competencia de este mercado en el país.

### Presente
Con más de 80 años de trayectoria, Copec continúa siendo líder en el abastecimiento de combustible en Chile. Sus 624 estaciones de servicio representan el 42,8 % del mercado. La empresa suministra el 52 % de la demanda nacional de gasolinas, el 49 % del kerosene de aviación, el 67 % en diésel y el 69 % en PC6, entre otros. Al mismo tiempo, está incorporando nuevas prestaciones, tecnología e infraestructura para mejorar el servicio a sus clientes y confirmar, una vez más, el compromiso con el desarrollo del país. Ello, mientras da sus primero pasos fuera de nuestras fronteras.
A fines de 2021, la empresa cambia su razón social, "Compañía de Petróleos de Chile", por el nuevo "Copec S.A.", para mostrar el compromiso con el rol de la compañía, de alcanzar el equilibrio socio-ambiental con el económico.
En tanto, a principios de 2023 la compañía inauguró la primera estación de servicio de Villa Cerro Castillo, localidad ubicada a 95 kilómetros al sur de Coyhaique. El recinto cuenta con una tienda Pronto, cajero automático y conexión a internet Wi-Fi gracias a un acuerdo con Starlink.

## Servicios

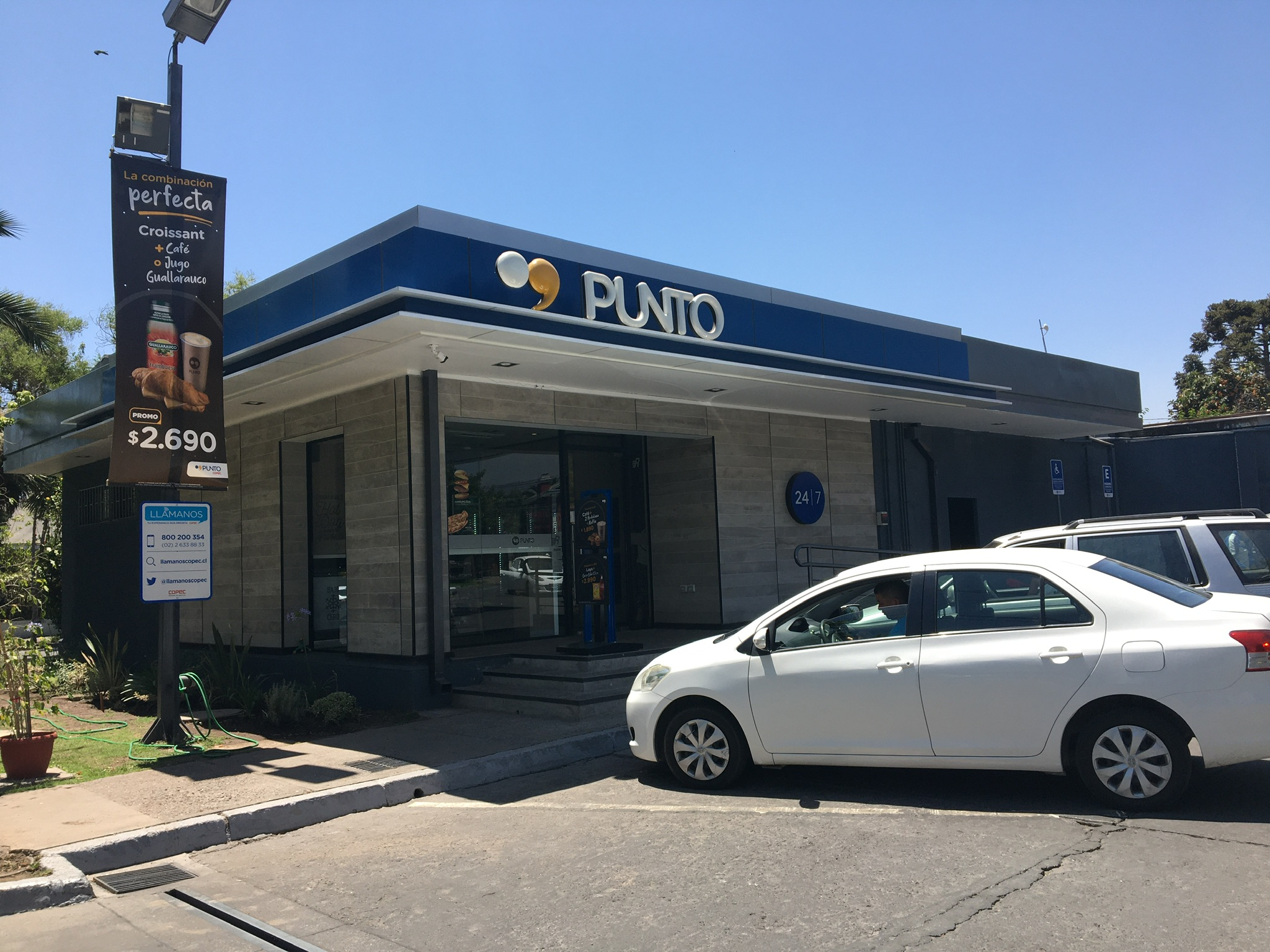
Local de Punto Copec, ubicado en la comuna de Ñuñoa, Santiago.

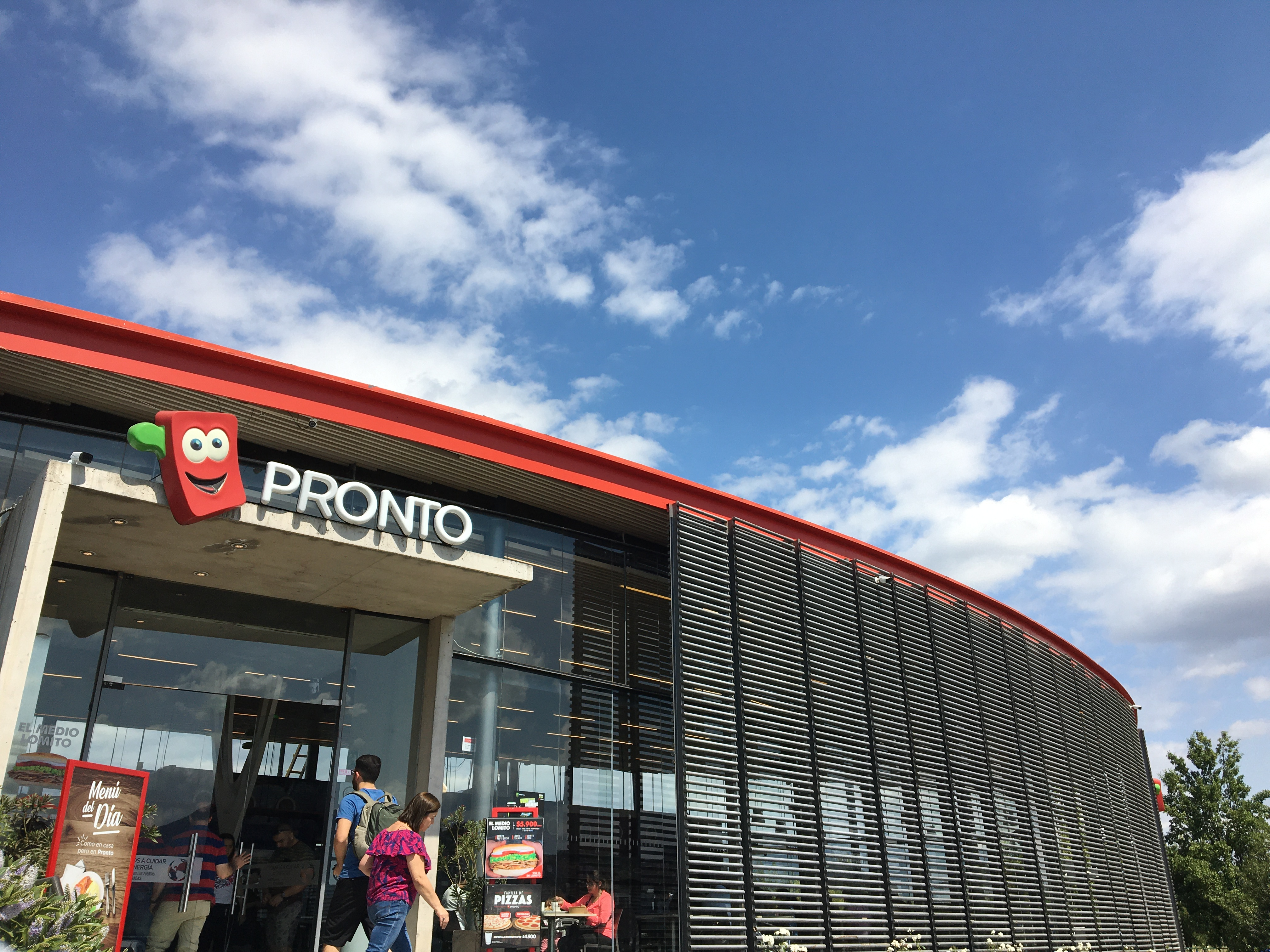
Exterior de un local de Pronto Copec, ubicado en la ruta 5 Sur a la altura de San Fernando, camino a Santiago.

El enfoque en el servicio dado por Copec se remonta a sus inicios, pero fue a partir de la década de 1970 cuando comenzó a consolidarse. A finales de esos años se introdujeron los primeros Rutacentros, para entregar prestaciones adicionales en las carreteras, y se fortaleció la red de estaciones de servicio. En los años 1980, la empresa comenzó a expandirse con una orientación hacia al consumidor final; instaló, junto a la venta de combustibles, los primeros minimarkets, tiendas de conveniencia urbana y de carretera, y definió su posicionamiento como «primera en servicio» y dio vida a lo que en el presente se conoce como la red de locales Pronto.[cita requerida]
En 1997, se asoció con la empresa española Areas, con gran experiencia en la administración de tiendas de conveniencia, para dar vida a la filial ArcoPrime y reforzar la red Pronto con tecnología y nuevos servicios.[cita requerida]
Las estaciones de servicio de Copec, a lo largo del país, no sólo prestan servicios de venta de combustibles sino que también una amplia gama de comodidades que se pueden encontrar en ellas, principalmente en las estaciones en carretera. Entre estos servicios se pueden encontrar los siguientes:[cita requerida]
- Pronto Copec.
- Punto Copec.
- Copec App.
- Muevo Copec Empresas.
- Taxi amigo.
- Restaurantes.
- Lavamax.
- Cafeterías.
- Duchas.
- Mudadores.
- Baños.
- Pesaje eje por eje.
- Vulcanización.
- Pozo de lubricación.
- Tienda Copec.
- Viva leer.
- Pronto Restaurante.
- Facilidades de Pago con tarjetas de Crédito y TCT
- Bluexpress